# Pirati s Karibov: Na robu sveta
Pirati s Karibov: Na robu sveta (v izvirniku Pirates of the Caribbean: At World's End) je pustolovski film iz leta 2007, tretji film iz filmske serije Pirati s Karibov. Zgodba pripoveduje o Willu Turnerju (zaigral ga je Orlando Bloom), Elizabeth Swann (Keira Knightley) in posadki Črnega bisera, ki se namenijo rešiti kapitana Jacka Sparrowa (Johnny Depp) iz ladje Davyja Jonesa, nato pa se pripravljajo na bitko s trgovalnim podjetjem vzhodne Indije, ki ga vodita Cutler Beckett (Tom Hollander) in Davy Jones (Bill Nighy), ki nameravata iztrebiti piratstvo. Film je režiral Gore Verbinski, tako kot prejšnja dva. Snemali so ga v dveh delih in sicer v letih 2005 in 2006, istočasno s filmom Pirati s Karibov: Mrtvečeva skrinja.
Film je v angleško govorečih državah izšel 24. maja 2007, potem, ko je podjetje Disney datum načrtovanega izida prestavilo na dan prej. Kritiki so filmu dodelili mešane ocene, vendar je film Na robu sveta zaslužil veliko denarja in postal najbolje prodajan film leta 2007, saj je po svetu zaslužil približno 960 milijonov $ ter tako postal drugi najbolje prodajani film iz serije Pirati s Karibov, takoj za filmom Mrtvečeva skrinja. Nominiran je bil za dva oskarja, in sicer v kategoriji za »najboljša ličila« in za »najboljše vizualne efekte«, ki pa sta ju nazadnje dobila filma Zlati kompas in Življenje v rožnatem. Do danes ostaja film, katerega snemanje je producente stalo največ, saj je bil njegov proračun 300 milijonov USD. 18. maja 2011 je izšlo nadaljevanje filma, četrti del serije Pirati s karibov, Z neznanimi tokovi.

## Igralska zasedba
- Johnny Depp kot kapitan Jack Sparrow
- Orlando Bloom kot Will Turner
- Keira Knightley kot Elizabeth Swann
- Geoffrey Rush kot kapitan Hector Barbossa
- Bill Nighy kot Davy Jones
- Tom Hollander kot Cutler Beckett
- Jack Davenport kot James Norrington
- Chow Yun-fat kot kapitan Sao Feng
- Naomie Harris kot Tia Dalma/Calypso
- Stellan Skarsgård kot Bill »Škorenjc« Turner
- Kevin McNally kot Joshamee Gibbs
- Keith Richards kot kapitan Teague
- Jonathan Pryce kot guverner Weatherby Swann
- Lee Arenberg in Mackenzie Crook kot Pintel in Ragetti
- David Bailie kot Cotton
- Martin Klebba kot Marty
- Christopher S. Capp kot Cottonov papagaj (glas)